# Верхнеудинская ярмарка
Верхнеу́динская я́рмарка — крупнейшая за Байкалом ярмарка, проходившая в Верхнеудинске.
Важность Верхнеудинской торговли отразилась в гербе города: «на золотом поле Меркуриев жезл и рог изобилия в знак того, что в городе происходит знатный торг и условия о торге».

## История
Ярмарки начали проводиться в Верхнеудинске с 1780 года. Город находился на пересечении важных торговых путей из Кяхты в Европейскую часть России и из Иркутска на Амур и Китай.
В 1810-е годы торговля также проходила в декабре у села Анинское (ныне Хоринский район). Обороты ярмарки были незначительными. В 1820-е годы купцы Селенгинска начали открывать временную торговлю в Верхнеудинске, а затем перенесли туда и всю свою деятельность.
С 1786 года в Верхнеудинске проводилось две ярмарки в год: Январская — с 18 января по 1 февраля и Крестовоздвиженская с 15 по 28 сентября. В 1817 году городское купечество добилось проведения всего одной ярмарки в году. Начало ярмарки зависело от времени замерзания Байкала — перевозка товаров по льду была дешевле и быстрее. В 1868 году время начала ярмарки перенесли на срок с 25 января по 10 февраля. Но торговля зачастую начиналась до официальной даты — товары на Амур должны были быть доставлены до начала весенней распутицы.

Гостинодворские ряды 1804—1856
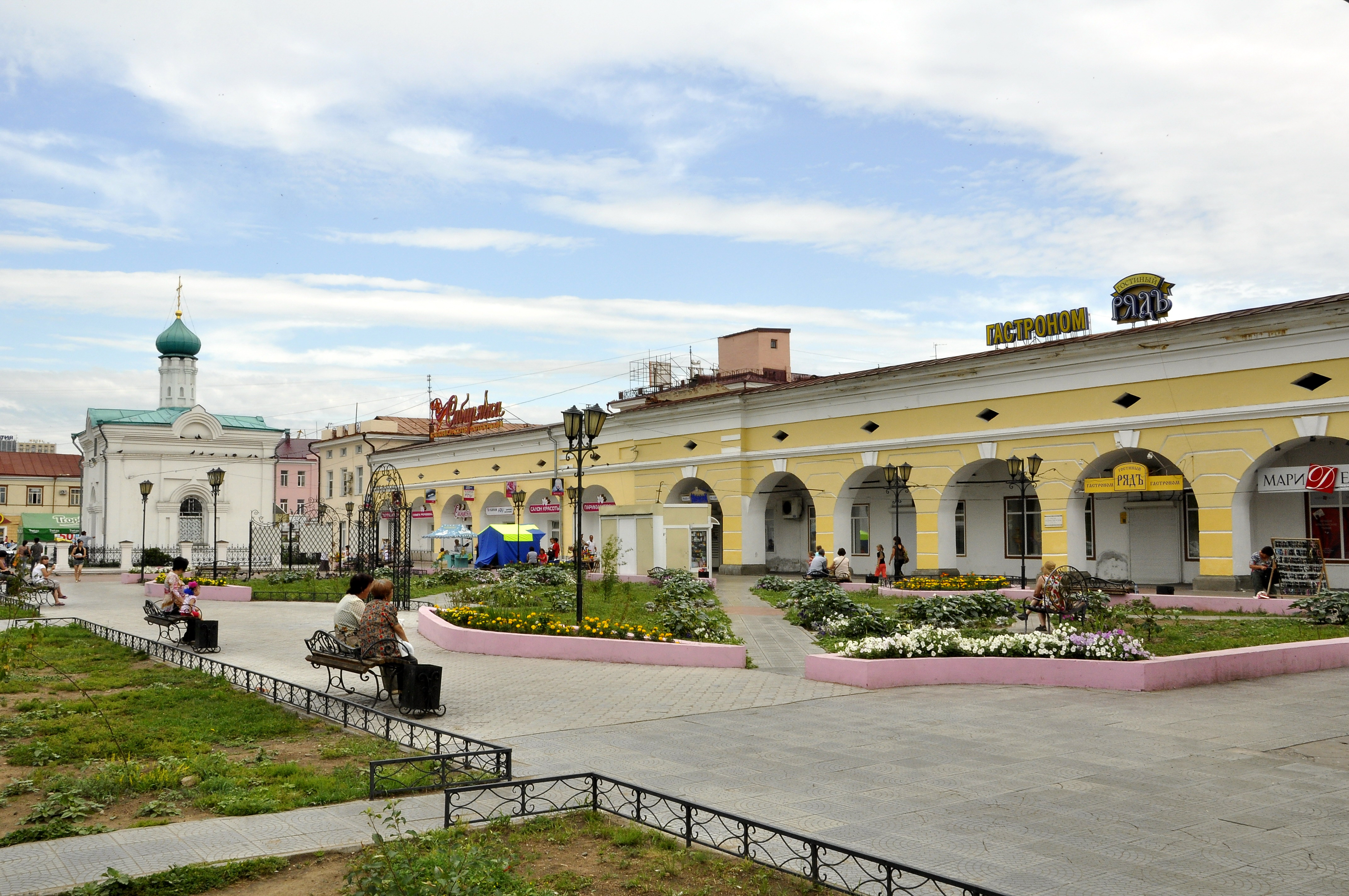
Западный фасад
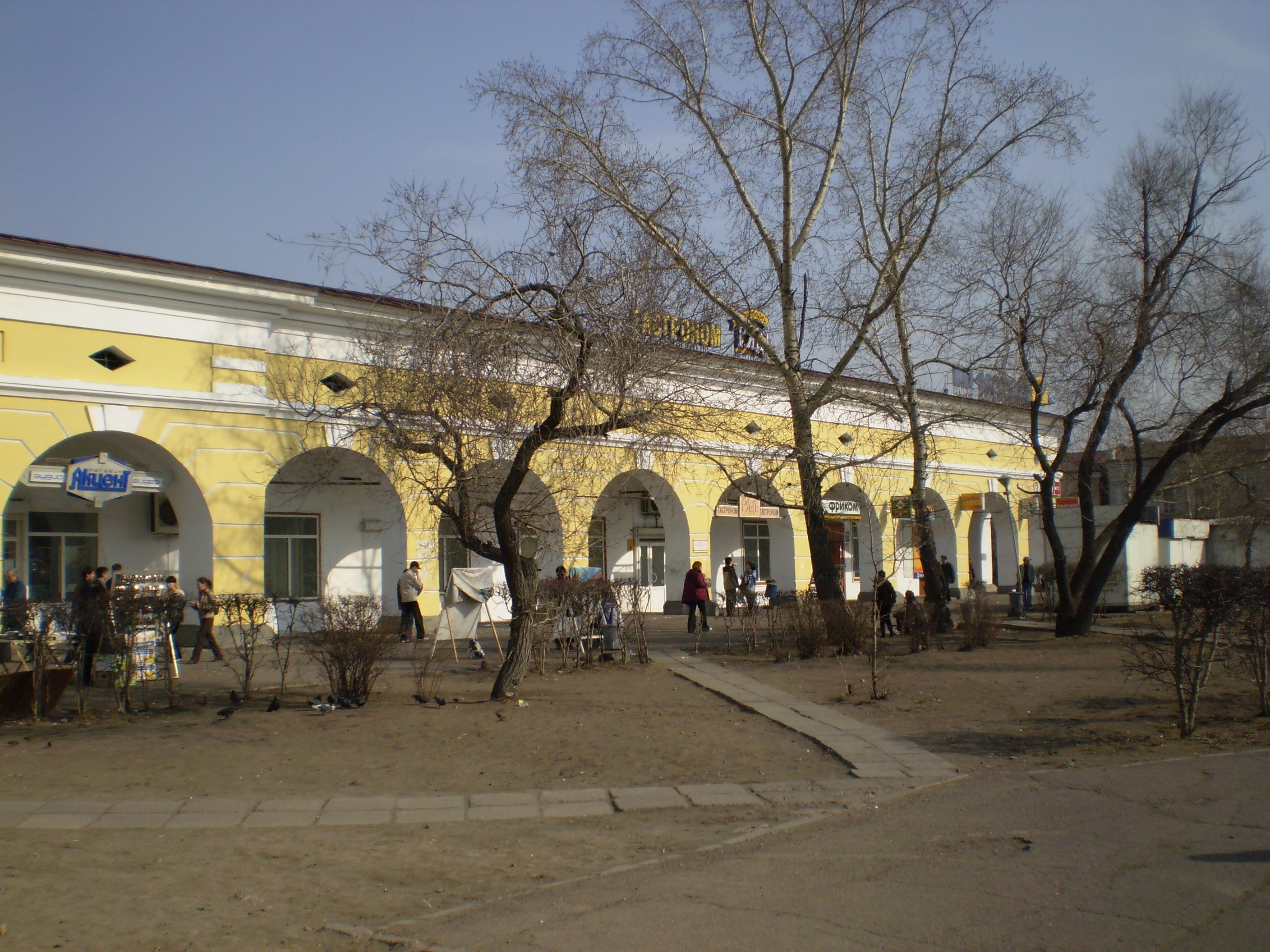
Южный фасад
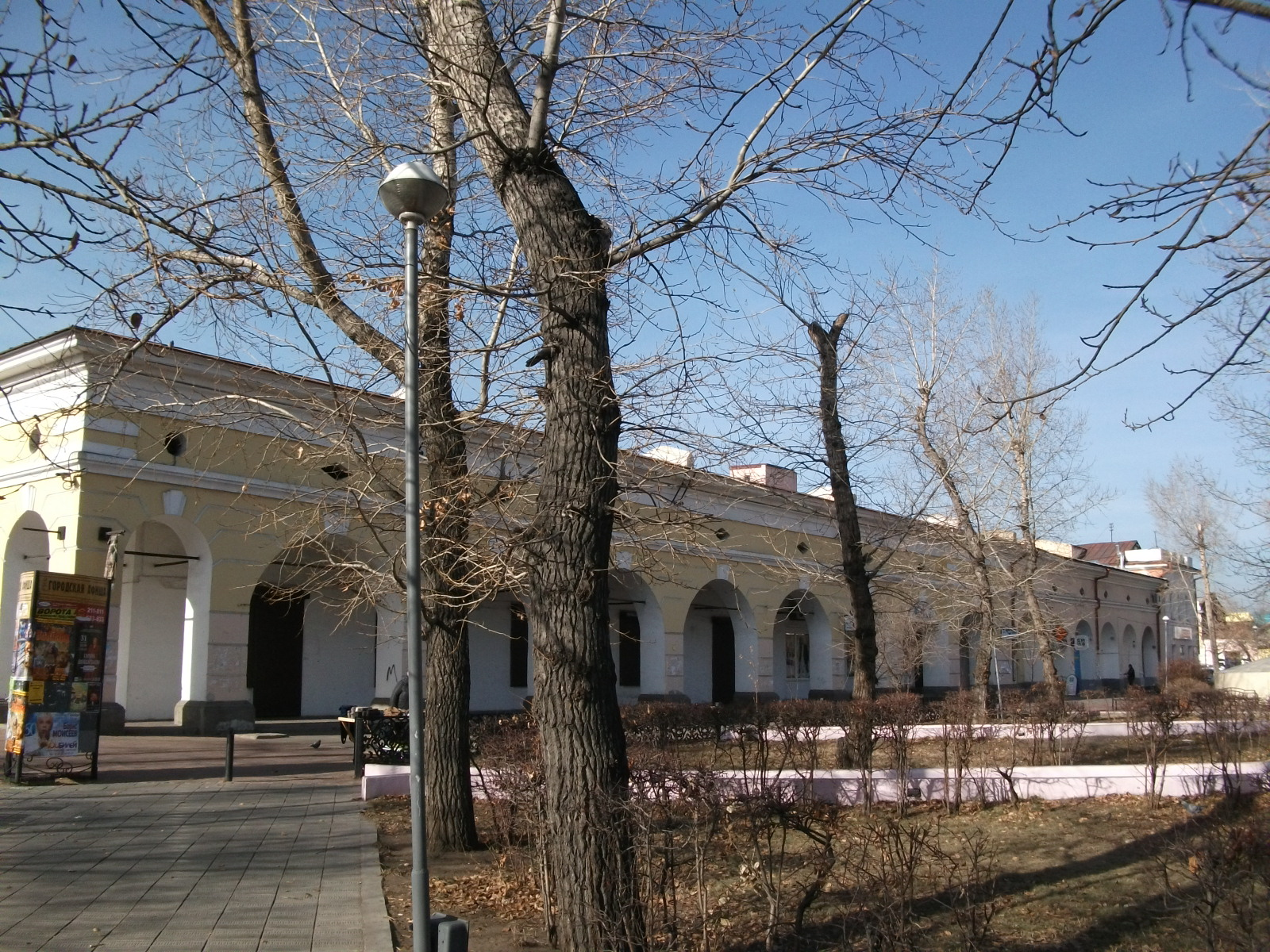
Восточный фасад

В середине 1870-х годов привоз товаров увеличивается до 3 миллионов рублей, из них на долю тканей (в основном, российского производства) приходится до 2 миллионов. Около 75 % товаров продаётся в кредит. Основной оборот приходится на долю иркутских купцов. Первое место по оборотам на ярмарке занимает торговый дом Бутина — до миллиона рублей. Главой торгового дома братьев Бутиных был Михаил Дмитриевич Бутин (1836—1907). В 1870-е годы предприниматель Александр Фёдорович Второв открыл торговлю текстильными товарами на Верхнеудинской и Нижегородской ярмарках.
В дальнейшем роль Верхнеудинской ярмарки снижалась. Торговые операции проводились в Иркутске, а Верхнеудинск использовался как складочное место товаров.
В 1878 году на ярмарке начали продаваться книги.
| Годы             | середина 1820-х | 1833 | 1840 | 1851 | 1856 |
| ---------------- | --------------- | ---- | ---- | ---- | ---- |
| Количество лавок | 40              | 73   | 78   | 73   | 110  |

Таблица: количество торговых лавок в Верхнеудинске
| Годы                 | 1900 | 1909 | 1915 | 1917 | 1923 | 1924 | 1925 | 1926  |
| -------------------- | ---- | ---- | ---- | ---- | ---- | ---- | ---- | ----- |
| Оборот, тысяч рублей | 1042 | 664  | 435  | 360  | 113  | 1558 | 1349 | 193,3 |

Таблица: Обороты Верхнеудинской ярмарки.
После гражданской войны ярмарка возобновила свою работу 31 января 1924 года.

## Роль ярмарки
Верхнеудинская ярмарка играла основную роль в снабжении хлебом Читинской области и Нерчинского края, так как Верхнеудинский округ был наиболее развитым в Забайкалье в земледельческом отношении. Торговые обороты значительно увеличились после присоединения Амурского края и развития золотопромышленности. Наибольшего расцвета ярмарка достигла в 1860-е годы, когда привоз товаров вырос до 1,5 миллиона рублей. Большая часть товаров продавалась за наличные деньги, на кредитные операции приходилось всего около 30 % оборота. Тогда же на Верхнеудинской ярмарке начали снижаться объёмы торговли пушниной, которую начали направлять напрямую в Иркутск, Ирбит, и далее на Нижегородскую ярмарку. Кроме этого нерчинские купцы научились самостоятельно закупать товары в Европейской части России, на Амуре появились пароходы, чай из Китая начинает ввозиться по Амуру.
С середины XVIII века до 1850 года через Верхнеудинск переправляется свинец Нерчинских на Алтайские заводы. Всего с 1747 по 1850 год с Нерчинских заводов на Алтай было доставлено более 1,6 млн пудов свинца.
Основные товары Верхнеудинской ярмарки:
- хлеб — в Читинский округ, Нерчинск и золотые прииски Амурского края;
- мясо — в Иркутск;
- мануфактура;
- рыба;
- соль;
- кожи и шкуры — в Кяхту;
- чай — в Европейскую часть России;
- пушнина;
- подрядные контракты по доставке чая, хлеба, мяса и других товаров.

## Торговые ряды
Первое деревянное здание Гостиного двора было построено в 1791 году. Возле гостиного двора образуется Базарная площадь (с 1924 года площадь Революции). Вокруг площади строятся купеческие дома с лавками. Бывшая Базарная площадь до сих пор остаётся центром Улан-Удэ. Торговля шла также на Калининской площади — теперь на этом месте располагается здание центрального рынка.
3 июня 1803 года на собрании купцов и богатых мещан Верхнеудинска было принято решение построить каменные гостиные дворы. Строительство началось в 1804 году по проекту иркутского губернского архитектора Антона Ивановича Лосева (1765—1829). Строительство продолжалось с большими перерывами, и в конце 1825 года была построена южная и западная часть, и только в 1856 году был сделан наружный карниз и крыша.
В 1834 году мещанство Верхнеудинска захотело построить свои торговые ряды. Мещанам разрешили достроить северную часть гостиного двора. Через 30 лет были построены Малые торговые ряды. Около 40 % арендаторов общественных рядов составляли еврейские торговцы. В 1887 году купец Иосиф Розенштейн стал акционером Большого Гостиного Двора. В 1908 году в лавки в Большом гостином дворе арендует уже 11 евреев.
В 1955 году на месте Малых торговых рядов началось строительство 3-х этажного универмага. Гостиный двор имеет статус памятника истории и архитектуры федерального значения.
В 1820-е годы купец Митрофан Кузьмич Курбатов построил торговые ряды. До 1950-х годов торговые ряды Курбатова использовались для торговли. В настоящее время в них располагается медицинское учреждение.

Торговые ряды купца Курбатова. 1820-е
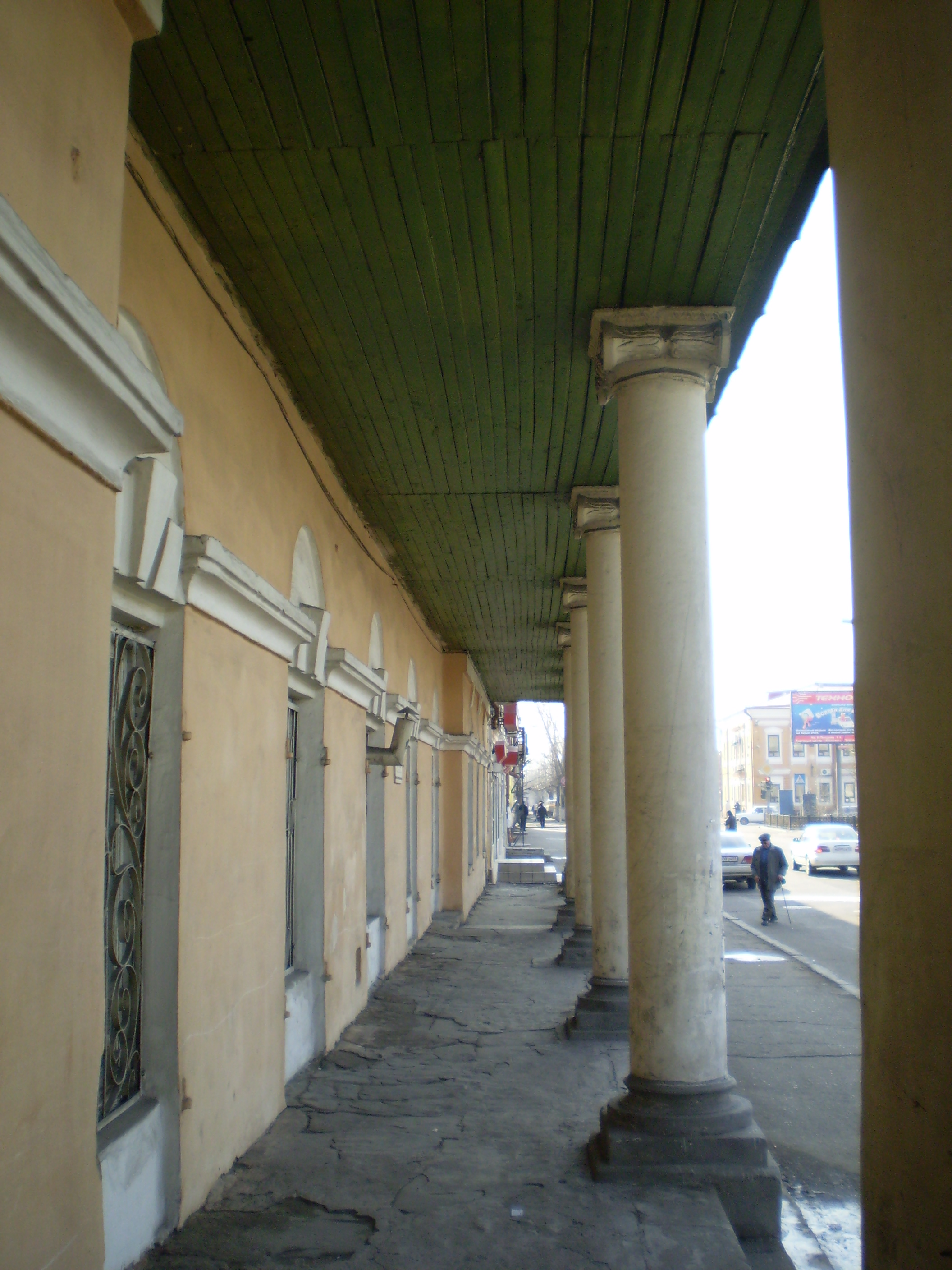
Колоннада
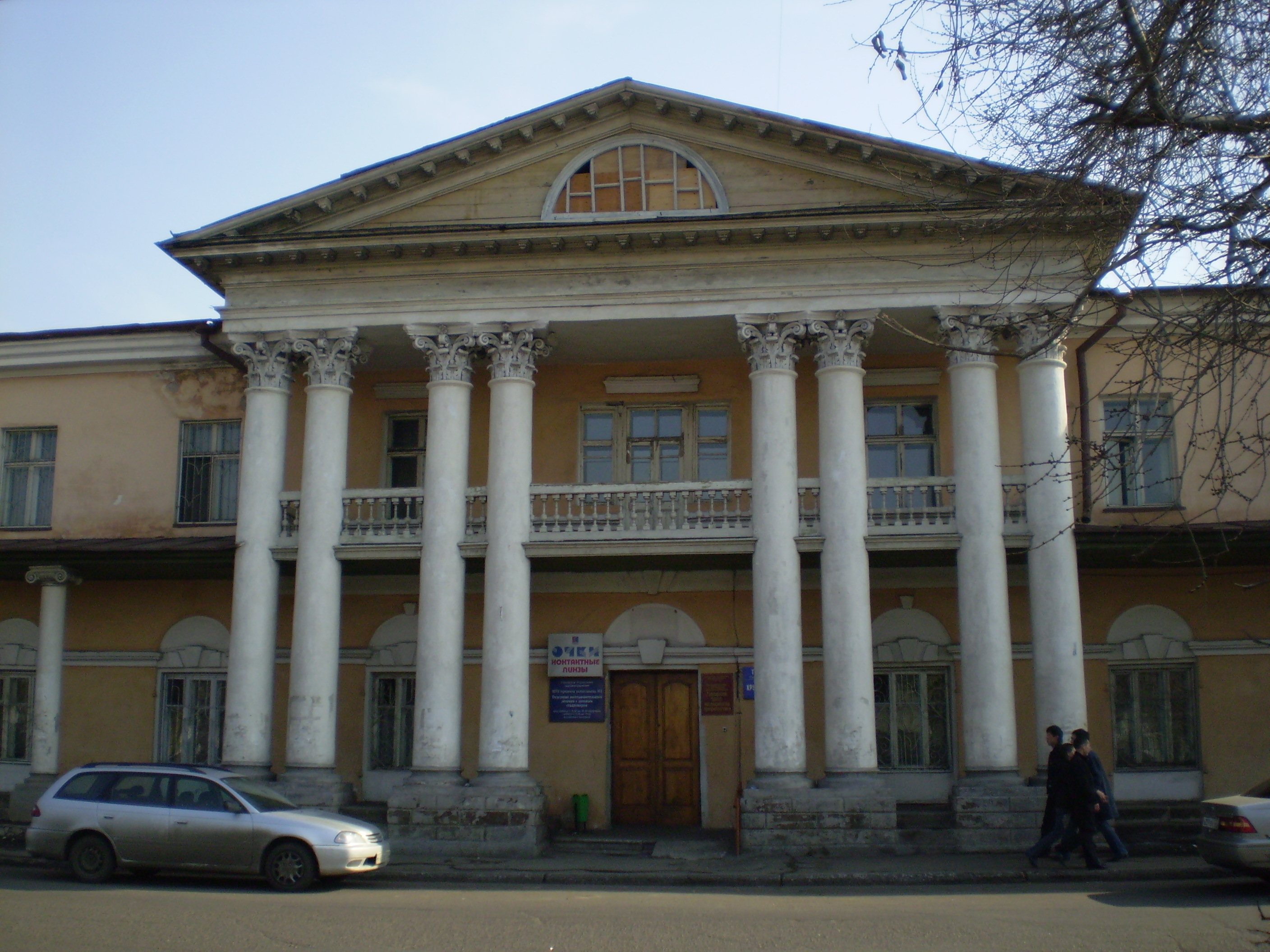
Фасад
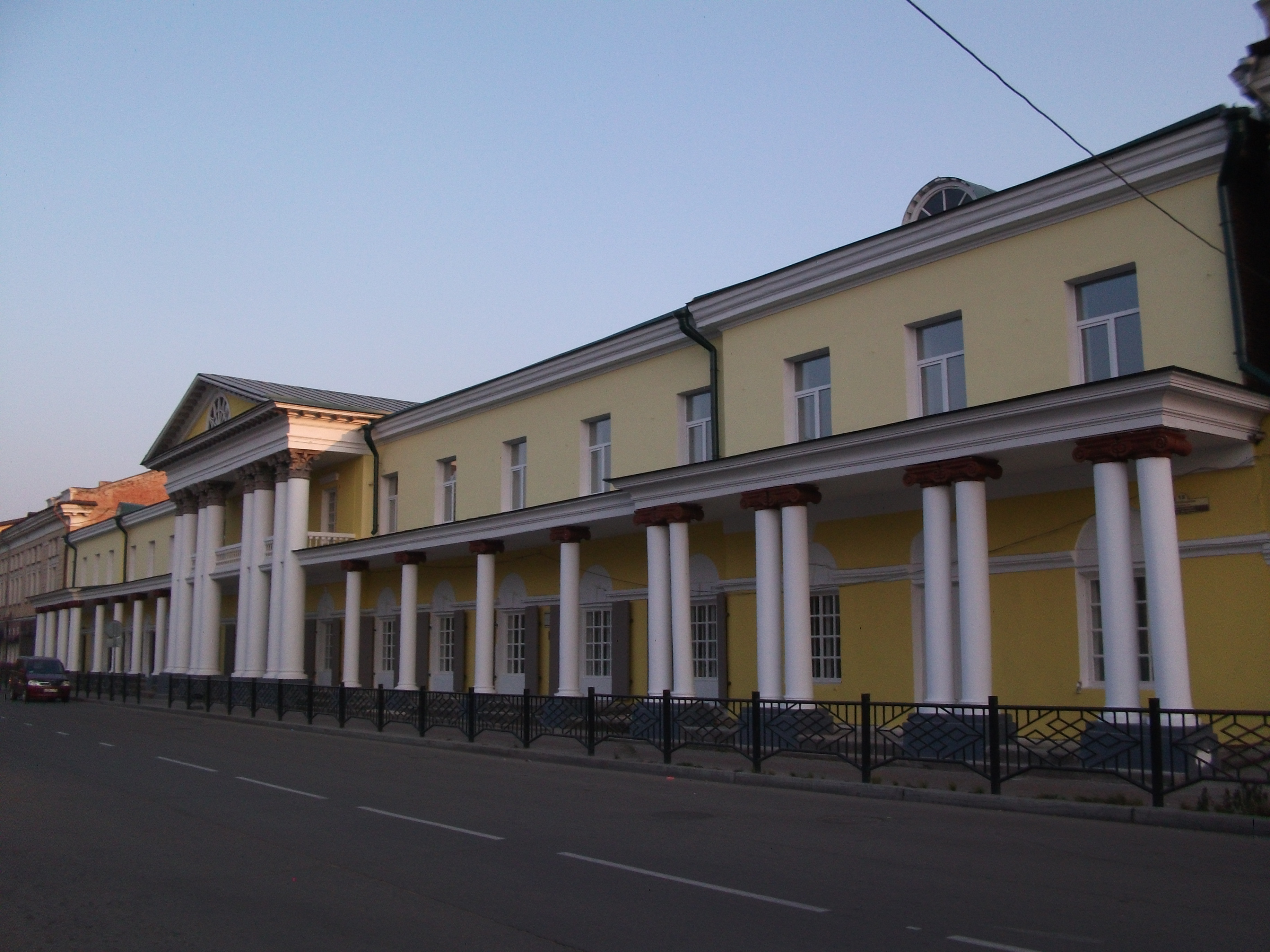
Северный фасад